# Crioceris bicruciata
Crioceris bicruciata is een keversoort uit de familie bladkevers (Chrysomelidae). De wetenschappelijke naam van de soort werd in 1823 gepubliceerd door Sahlberg.